# Communauté de communes Terres Touloises
La communauté de communes Terres Touloises est une communauté de communes française située dans le département de Meurthe-et-Moselle et la région Grand Est.
Elle est issue de la fusion en 2017 des communautés de communes du Toulois et de Hazelle en Haye.

## Historique
Elle est créée à la suite du Schéma de coopération intercommunale (SDCI) prenant effet le 1er janvier 2017 car la CC de Hazelle en Haye ne dépassait pas les 15 000 habitants imposés par la Loi NOTRe ; le projet n°8 propose la fusion avec le Toulois sans la commune d'Hamonville, regroupement du grand Toulois déjà dans les perspectives du Schéma en avril 2011. 
Le président de la CC2H a tenté de poser un amendement pour retarder la date de la fusion en vain . À la suite de l'arrêté préfectoral du 14 juin 2016 fixant le périmètre, la communauté de communes de Hazelle en Haye émet un avis défavorable suivi par chaque commune ; les communes du Toulois sont elles favorables à la fusion à l'exception de Bicqueley.
L’arrêté préfectoral est pris le 12 décembre 2016 ; le nom provisoire choisi est communauté de communes du Toulois et de Hazelle en Haye. Le nom définitif de « communauté de communes Terres Touloises » sera adopté en décembre à la suite du choix des élus après avoir hésité avec la dénomination « communauté de communes du Grand Toulois ».

## Territoire communautaire

### Composition
La communauté de communes est composée des 41 communes suivantes :

| Nom                        | Code Insee | Gentilé        | Superficie (km2) | Population (dernière pop. légale) | Densité (hab./km2) |
| -------------------------- | ---------- | -------------- | ---------------- | --------------------------------- | ------------------ |
| Écrouves (siège)           | 54174      | Scrofuliens    | 10,3             | 4 457 (2022)                      | 433                |
| Aingeray                   | 54007      | Aingerois      | 12,79            | 538 (2022)                        | 42                 |
| Andilly                    | 54016      | Andillois      | 7,12             | 281 (2022)                        | 39                 |
| Ansauville                 | 54019      |                | 6,97             | 76 (2022)                         | 11                 |
| Avrainville                | 54034      | Avrainvillois  | 9,73             | 215 (2022)                        | 22                 |
| Bicqueley                  | 54073      | Bicquicantois  | 16,82            | 927 (2022)                        | 55                 |
| Bois-de-Haye               | 54557      |                | 24,68            | 2 333 (2022)                      | 95                 |
| Boucq                      | 54086      | Boucquins      | 22,66            | 357 (2022)                        | 16                 |
| Bouvron                    | 54088      | Bouvronnais    | 10               | 211 (2022)                        | 21                 |
| Bruley                     | 54102      | Brulois        | 6,25             | 616 (2022)                        | 99                 |
| Charmes-la-Côte            | 54120      | Carpéniens     | 6,23             | 321 (2022)                        | 52                 |
| Chaudeney-sur-Moselle      | 54122      | Caldéniaciens  | 8,34             | 730 (2022)                        | 88                 |
| Choloy-Ménillot            | 54128      | Cholotains     | 11,95            | 702 (2022)                        | 59                 |
| Domèvre-en-Haye            | 54160      |                | 8,46             | 408 (2022)                        | 48                 |
| Domgermain                 | 54162      | Domgerminois   | 13,09            | 1 134 (2022)                      | 87                 |
| Dommartin-lès-Toul         | 54167      | Dommartinois   | 6,87             | 1 991 (2022)                      | 290                |
| Fontenoy-sur-Moselle       | 54202      | Fontenoyens    | 5,54             | 368 (2022)                        | 66                 |
| Foug                       | 54205      | Faouins        | 25,49            | 2 622 (2022)                      | 103                |
| Francheville               | 54208      | Franchevillois | 10,94            | 295 (2022)                        | 27                 |
| Gondreville                | 54232      | Gondrevillois  | 25,03            | 2 643 (2022)                      | 106                |
| Grosrouvres                | 54240      |                | 4,61             | 52 (2022)                         | 11                 |
| Gye                        | 54242      | Gynois         | 6,51             | 281 (2022)                        | 43                 |
| Jaillon                    | 54272      | Jaillonais     | 7,47             | 470 (2022)                        | 63                 |
| Lagney                     | 54288      | Lagnotains     | 14,34            | 498 (2022)                        | 35                 |
| Laneuveville-derrière-Foug | 54298      |                | 1,13             | 155 (2022)                        | 137                |
| Lay-Saint-Remy             | 54306      | Layens         | 3,8              | 339 (2022)                        | 89                 |
| Lucey                      | 54327      | Lucéiens       | 10,7             | 624 (2022)                        | 58                 |
| Manoncourt-en-Woëvre       | 54346      |                | 10,56            | 254 (2022)                        | 24                 |
| Manonville                 | 54348      | Manonvillois   | 9,43             | 239 (2022)                        | 25                 |
| Ménil-la-Tour              | 54360      | Ménilois       | 8,82             | 342 (2022)                        | 39                 |
| Minorville                 | 54370      | Minorvillois   | 12,65            | 226 (2022)                        | 18                 |
| Noviant-aux-Prés           | 54404      | Noviantais     | 11,19            | 233 (2022)                        | 21                 |
| Pagney-derrière-Barine     | 54414      | Paternacutiens | 6,13             | 649 (2022)                        | 106                |
| Pierre-la-Treiche          | 54426      | Pierrats       | 12,85            | 474 (2022)                        | 37                 |
| Royaumeix                  | 54466      | Royaumeixois   | 21,57            | 396 (2022)                        | 18                 |
| Sanzey                     | 54492      | Brochets       | 3,58             | 148 (2022)                        | 41                 |
| Toul                       | 54528      | Toulois        | 30,59            | 15 570 (2022)                     | 509                |
| Tremblecourt               | 54532      |                | 6,08             | 158 (2022)                        | 26                 |
| Trondes                    | 54534      | Trondards      | 12,64            | 521 (2022)                        | 41                 |
| Villey-le-Sec              | 54583      | Trabecs        | 6,4              | 419 (2022)                        | 65                 |
| Villey-Saint-Étienne       | 54584      | Goniches       | 17,29            | 1 020 (2022)                      | 59                 |

### Démographie
| 1968   | 1975   | 1982   | 1990   | 1999   | 2009   | 2014   | 2020   |
| ------ | ------ | ------ | ------ | ------ | ------ | ------ | ------ |
| 34 369 | 36 819 | 39 540 | 41 664 | 42 338 | 44 241 | 44 997 | 44 622 |

## Administration

### Siège
Le siège de la communauté de communes est situé à Écrouves.

### Les élus
Le conseil communautaire de la communauté de communes se compose de 77 conseillers, élus pour une durée de six ans.
Ils sont répartis comme suit :
| Nombre de conseillers | Communes               |
| --------------------- | ---------------------- |
| 23                    | Toul                   |
| 6                     | Écrouves               |
| 4                     | Foug, Gondreville      |
| 3                     | Bois-de-Haye           |
| 2                     | Dommartin-lès-Toul     |
| 1 (+1 suppléant)      | les 35 autres communes |

### Présidence
| Période                                 | Période  | Identité          | Étiquette | Qualité                           |
| --------------------------------------- | -------- | ----------------- | --------- | --------------------------------- |
| 11 janvier 2017 (Réélu en juillet 2020) | En cours | Fabrice Chartreux | SE        | Maire de Domgermain (2014 → 2022) |

### Régime fiscal et budget
Le régime fiscal de la communauté d'agglomération est la fiscalité professionnelle unique (FPU).